# Henri Aisner
Henri Aisner, né le 21 mai 1911 à Paris (18e) et mort le 20 juillet 1991 à Saint-Cloud, est un réalisateur et scénariste français,,.

## Biographie
Henri Aisner naît le 21 mai 1911 dans le 18e arrondissement de Paris. Ses parents sont des immigrés juifs polonais.
S'étant initié au montage lors d'un séjour en Allemagne, il poursuit dans cette spécialité professionnelle, et aussi comme assistant, en France auprès de Max Ophüls notamment. 
Après la guerre, il adhère au Parti communiste français et réalise des films pour ce parti, pour la Confédération générale du travail et pour le Mouvement pour la paix.

## Filmographie

### Monteur
- 1934 : L'Or dans la rue de Curtis Bernhardt[5]
- 1935 : La Petite Sauvage de Jean de Limur[5]

### Assistant réalisateur
- 1937 : La Bataille silencieuse de Pierre Billon
- 1937 : Claudine à l'école de Serge de Poligny
- 1937 : Balthazar de Pierre Colombier
- 1938 : Le Roman de Werther de Max Ophüls
- 1939 : Sans lendemain de Max Ophüls

### Réalisateur
- 1949 : Le Mystère de la chambre jaune
- 1951 : Le Choix le plus simple (court métrage)
- 1954 : La terre fleurira (réalisateur au nom d'un collectif)
- 1956 : Les Copains du dimanche
- 1958 : Liberté surveillée (coréalisateur : Vladimír Vlček (cs))